# Geraldine Viswanathan
Geraldine Indira Viswanathan (/ˌvɪswəˈnɑːθən/ VISS-wə-NAH-thən; Newcastle, 20 de junho de 1995) é uma atriz australiana. Ela ganhou notoriedade nos filmes Blockers (2018), Hala (2019) e Bad Education (2019), antes de ganhar maior destaque por seu papel em Thunderbolts* (2025). Ela também desempenhou papéis recorrentes nas séries Janet King (2017) e na comédia antológica Miracle Workers (2019–2023), da TBS.

## Biografia
O pai de Viswanathan, Suresh Viswanathan, é um médico que trabalha com medicina nuclear e é descendente de tâmeis indianos. Sua mãe, Anja Raith, é suíça e foi criada por um pai que era cineasta e bailarino. Raith já foi uma aspirante a atriz que frequentou a escola de teatro musical em Londres antes de se casar e se estabelecer em Newcastle. Ela agora é pintora.
Viswanathan cresceu com uma irmã mais nova e um profundo amor por cavalos e animais. Ela frequentou a Hunter School of the Performing Arts, em Newcastle, onde teve aulas de teatro.
Aos 15 anos, Viswanathan e sua família passaram algum tempo em Los Angeles, Califórnia, onde ela passou pelo processo de contratação de um empresário na esperança de conseguir papéis na Disney e na Nickelodeon.
Em 2015, Viswanathan foi selecionada para a bolsa Heath Ledger. Ela pensou em ir para a universidade para estudar estudos internacionais e mídia, mas decidiu se concentrar na carreira de atriz nos Estados Unidos.

## Carreira
Aos quatro anos, Viswanathan apareceu em um comercial de televisão da Kodak. Em 2016, ela apareceu em Emo the Musical e foi para Los Angeles para sua primeira temporada piloto. Em 2017, Viswanathan se juntou ao elenco da série dramática, Janet King, da ABC, no papel de Bonnie.
Viswanathan já foi leitora em salas de elenco e foi leitora do processo de seleção australiano de Crazy Rich Asians.
Sua grande chance veio em 2018, quando ela foi escalada para o filme Blockers. No mesmo ano, ela foi escalada para o filme The Package, da Netflix, e para o filme dramático Hala, que foi ao Festival Sundance de Cinema. O The Hollywood Reporter a incluiu em sua lista de "Talentos da próxima geração" como uma das "20 estrelas em ascensão entre os sucessos de bilheteria e as descobertas na telinha que estão sacudindo a indústria".
Em 2019, Viswanathan foi escalada para a série antológica Miracle Workers. Em 2019, Viswanathan interpretou Rachel no filme Bad Education, que é baseado na história real de um escândalo de peculato. Ela foi aclamada pela crítica no Festival Internacional de Cinema de Toronto pelo filme, que recebeu duas indicações ao Emmy.
Viswanathan estrelou The Broken Hearts Gallery (2020). O filme deveria ser lançado no verão de 2020, mas foi adiado para setembro devido à pandemia de COVID-19. No filme, ela interpreta a heroína Lucy, uma assistente de galeria que luta para abrir mão de itens de relacionamentos anteriores. Sobre o filme, ela notou que se sente sortuda por representar garotas morenas na tela, e apreciou que sua mãe no filme é loira e se parece muito com sua mãe verdadeira.
Viswanathan forneceu a voz de Tawnie na sexta temporada de BoJack Horseman. Em outubro de 2021, ela foi escalada para o filme de suspense psicológico Cat Person, baseado no conto de Kristen Roupenian publicado em 2017 na The New Yorker. Em janeiro de 2022, foi escalada para o filme The Beanie Bubble, co-dirigido por Kristin Gore e Damian Kulash. Em janeiro de 2024, Viswanathan foi escalada como Mel no filme Thunderbolts*, do Universo Cinematográfico Marvel, substituindo o papel anteriormente ocupado por Ayo Edebiri. O filme está programado para ser lançado em 5 de maio de 2025.

## Filmografia

### Filmes
| Ano  | Título                    | Personagem         | Notas                      |
| ---- | ------------------------- | ------------------ | -------------------------- |
| 2016 | Emo the Musical           | Jamali             |                            |
| 2016 | All Out Dysfunktion!      | Vizzie             |                            |
| 2018 | Blockers                  | Kayla Mannes       |                            |
| 2018 | The Package               | Becky Abelar       |                            |
| 2019 | Hala                      | Hala Masood        |                            |
| 2019 | Bad Education             | Rachel Bhargava    |                            |
| 2020 | The Broken Hearts Gallery | Lucy Gulliver      |                            |
| 2021 | 7 Days                    | Rita               | Também produtora executiva |
| 2021 | Rumble                    | Winnie Coyle (voz) |                            |
| 2023 | Cat Person                | Taylor             |                            |
| 2023 | The Beanie Bubble         | Maya               |                            |
| 2024 | Drive-Away Dolls          | Marian             |                            |
| 2025 | Oh, Hi!                   | Max                | [ 18 ]                     |
| 2025 | You're Cordially Invited  | Jenni              |                            |
| 2025 | Thunderbolts*             | Mel                |                            |

### Televisão
| Ano       | Título                          | Personagem | Notas                                   |
| --------- | ------------------------------- | --- | --------------------------------------- |
| 2015      | Lost Angels                     | Sarah |                                         |
| 2017      | The Y2K Bug                     | Addison | Episódio: "High School River"           |
| 2017      | Janet King                      | Bonnie Mahesh | Recorrente (series 3), 8 episódios      |
| 2018      | Nippers of Dead Bird Bay        | | Episódio: "The Riff Raff"               |
| 2019–2023 | Miracle Workers                 | Eliza Hunter (1.ª Temporada) Alexandra "Allie" Shitshoveler (2.ª Temporada) Prudence Aberdeen (3.ª Temporada) Freya Exaltada (4.ª Temporada) | Principal                               |
| 2019–2020 | BoJack Horseman                 | Tawnie (voz) | Recorrente (6.ª Temporada), 3 episódios |
| 2021      | Saturday Morning All Star Hits! | Lottie Wolfe | 3 episódios                             |
| 2022      | Three Busy Debras               | Narradora (voz) | 8 episódios                             |
| 2025      | Poker Face                      | Jenny Singh | Episódio: "One Last Job"                |